# آنا أو.
آنا أو هو الاسم المستعار لمريضة جوزيف بروير، التي نشرت دراسة الحالة الخاصة بها في كتابه دراسات حول الهستيريا، الذي كتب بالتعاون مع سيغموند فرويد. كان اسمها الحقيقي بيرثا بابنهايم (1859-1936)، وهي ناشطة نسوية يهودية نمساوية ومؤسسة (رابطة النساء اليهوديات).

## نُبذة
عولجت آنا أو من قبل بروير من سعال حاد وشلل في الأطراف على الجانب الأيمن من جسدها واضطرابات في الرؤية والسمع والكلام بالإضافة إلى الهلوسة وفقدان الوعي. تم تشخيصها بالهستيريا. يشير فرويد إلى أن مرضها كان نتيجة الاستياء الذي شعرت به من مرض والدها الحقيقي والجسدي الذي أدى لاحقًا إلى وفاته.
أظهرت السجلات التاريخية منذ ذلك الحين أنه عندما توقف بروير عن علاج آنا أو، لم تكن تتحسن بل أصبحت أسوأ بشكل تدريجي. تم إضفاء الطابع المؤسسي عليها في النهاية: «أخبر بروير فرويد أنها كانت مشوشة؛ كان يأمل أن تموت لإنهاء معاناتها».